# Kung Huan av Zhou
Kung Huan av Zhou, var en kinesisk monark. Han var kung av Zhoudynastin 719–697 f.Kr.